# مسجد حاج سید قاسم
مسجد حاج سید قاسم مربوط به دوره قاجار است و در نطنز، محله سرپشته، انتهای کوچه قائمی واقع شده و این اثر در تاریخ ۱۱ مرداد ۱۳۸۴ با شمارهٔ ثبت ۱۲۳۳۲ به‌عنوان یکی از آثار ملی ایران به ثبت رسیده است.